# Rensselaer (New York)
Rensselaer város az USA New York állam Rensselaer megyéjében. Lakosainak száma 9210 fő (2020. április 1.).

## Népesség
A település népességének változása:

| 2010 | 9 392 |
| 2020 | 9 210 |